# Milton L. Olive III
Milton Lee Olive III (Chicago, 7 de noviembre de 1946 - Phy Cuong, 22 de octubre de 1965) fue un soldado del Ejército de los Estados Unidos, condecorado con la distinción militar más alta del país —la Medalla de Honor— por sus acciones en la Guerra de Vietnam. A la edad de 18 años, Olive sacrificó su vida para salvar a otros soldados sofocando la explosión de una granada activa. Fue el primer afroamericano en recibir la Medalla de Honor en la guerra de Vietnam.

## Biografía
Olive nació en Chicago, Illinois, pero se trasladó de niño a vivir a Lexington, Misisipi, donde terminó la escuela secundaria. Se unió al ejército en su ciudad natal de Chicago en 1964, y en 1965 estaba sirviendo como soldado de primera clase en la Compañía B del 2.º Batallón (Aerotransportado) del 503.° Regimiento de Infantería de la 173.° Brigada Aerotransportada en Vietnam. El 22 de octubre de 1965, mientras se movía por la jungla con cuatro compañeros soldados en Phu Cuong, Olive sacrificó su vida sofocando con su cuerpo la explosión de una granada lanzada por el enemigo. Por sus acciones ese día, recibió póstumamente la Medalla de Honor. 
En una ceremonia en los escalones de la Casa Blanca, el 21 de abril de 1966, el presidente Lyndon B. Johnson entregó la Medalla de Honor de Olive a su padre y madrastra. También asistieron dos de los cuatro hombres cuyas vidas fueron salvadas por las acciones de Olive. 
El cuerpo de Olive fue devuelto a los Estados Unidos y enterrado en el cementerio de West Grove en Lexington, condado de Holmes, Misisippi. 

## Homenajes

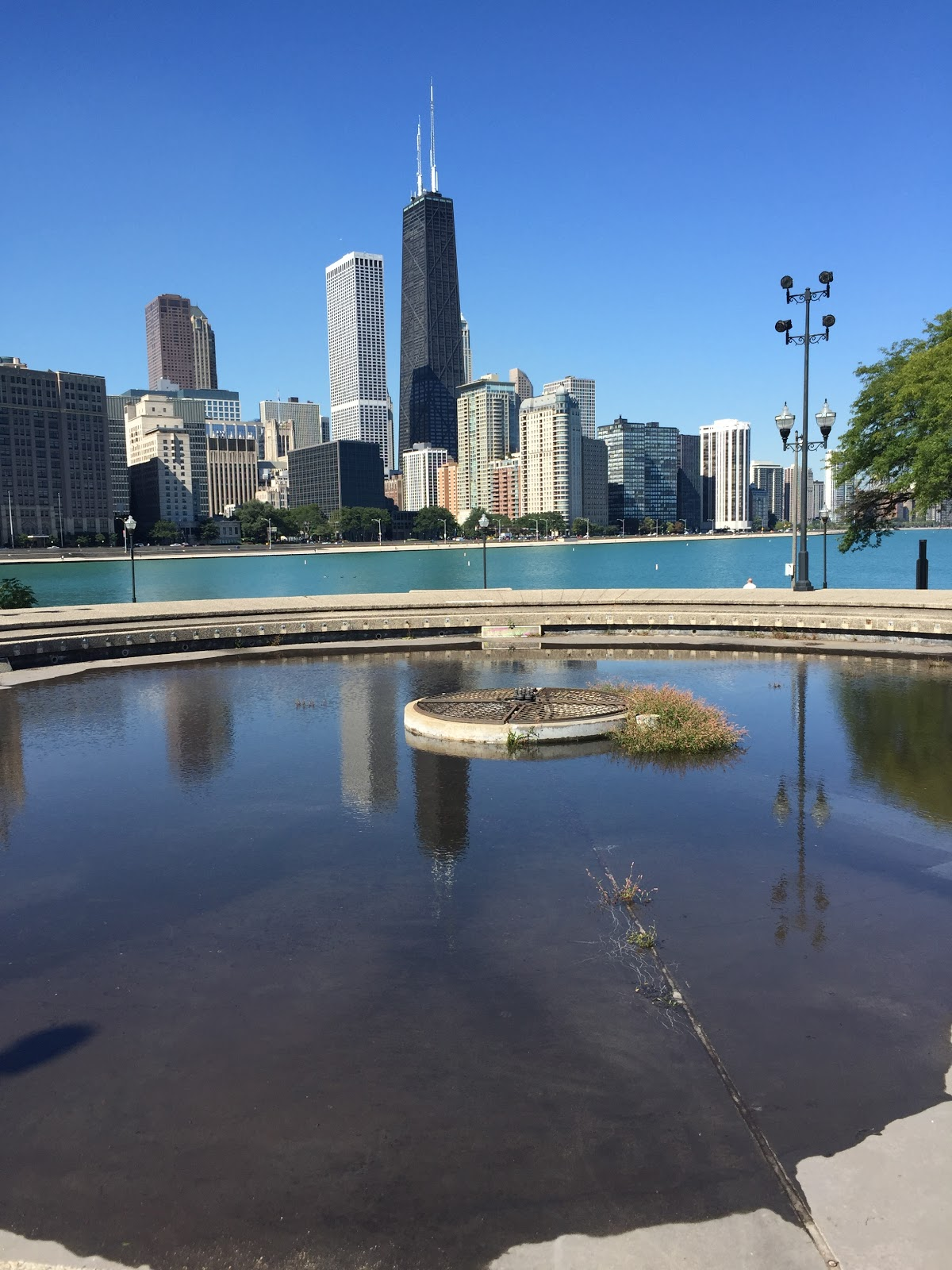
Parque Milton Lee Olive en Chicago.

Ya en 1966 se dedicó una placa conmemorativa en su honor en la ciudad de Chicago. En 1999, la ciudad de Chicago reconoció a Olive al bautizar con su nombre y en su honor el Parque Olive, en el lago Míchigan.
El Olive-Harvey College, uno de los colegios comunitarios de Chicago, lleva el nombre de Olive y de su colega, también ganador de la Medalla de Honor, Carmel Bernon Harvey Jr. La Escuela Intermedia Milton L. Olive en Wyandanch, Long Island, Nueva York, también recibió el nombre en su honor. En 2007, se erigió una placa conmemorativa dedicada a Olive en Lexington, Misisipi. La ceremonia de inauguración incluyó un discurso del ayudante general de la Guardia Nacional de Misisippi. Fort Campbell tiene una instalación recreativa nombrada en su honor. En 2012, Fort Benning, Georgia, dedicó una instalación de simulaciones en su honor llamada Olive Hall (The Maneuver Battle Lab). 
En la instalación militar de Fort Polk, Luisiana, hay un campo deportivo dedicado a su memoria con un placa conmemorativa que detalla los actos heroicos de Olive. El campo se utiliza para todo, desde cambios de mando y entrenamiento físico hasta pruebas de fortaleza física en diversas competiciones militares. The Downlow Saga, una novela de 2017 del autor angelino Sheldon McCormick, está dedicada a la memoria del soldado de primera clase Milton Lee Olive. 
Su estatua, junto con la del sargento William Harvey Carney, se puede ver en el Monumento a los Afroamericanos Condecorados con la Medalla de Honor en Wilmington, Delaware.

## Mención de la Medalla de Honor
Por la conspicua valentía e intrepidez a riesgo de su propia vida más allá del llamado del deber. El soldado de primera clase Olive era miembro del 3.º Pelotón de la Compañía B, mientras se movía por la selva para encontrar al Viet Cong que operaba en el área. Aunque el pelotón fue sometido a un gran volumen de disparos enemigos y fue inmovilizado temporalmente, tomó represalias atacando las posiciones del Viet Cong, haciendo que el enemigo huyera. Mientras el pelotón perseguía a los insurgentes, el soldado de primera clase Olive y otros 4 soldados se desplazaban juntos por la selva cuando se lanzó una granada en medio de ellos. El soldado de primera clase Olive vio la granada, y luego salvó las vidas de sus compañeros de armas con el sacrificio de la suya propia agarrando la granada en su mano y cayendo sobre ella para absorber la explosión con su cuerpo. Gracias su valentía, sus acciones sin vacilar y el total desprecio por su seguridad, evitó más pérdidas de vidas o lesiones a los miembros de su pelotón. El extraordinario heroísmo del soldado de primera clase Olive, a costa de su propia vida más allá del llamado del deber, está en las más altas tradiciones del Ejército de los Estados Unidos y refleja un gran crédito sobre sí mismo y las Fuerzas Armadas de su país.